# Lijst van rijksmonumenten in de Lange Leidsedwarsstraat
Een overzicht van de 32 rijksmonumenten in de Lange Leidsedwarsstraat in Amsterdam.
| Object | Oorspronkelijke functie? | Bouwjaar                       | Architect | Locatie                      | Coördinaten?                  | Nr.? | Afbeelding |
| --- | ------------------------ | ------------------------------ | --------- | ---------------------------- | ----------------------------- | ---- | --- |
| Pand met ingezwenkte halsgeveltje met rollagen | Gebouw                   | laatste kwart 17e eeuw         |           | Lange Leidsedwarsstraat 13I  | 52° 21' 52" NB, 4° 53' 2" OL  | 3281 | Pand met ingezwenkte halsgeveltje met rollagen                                                                     |
| Pand met ingezwenkte halsgeveltje met rollagen | Gebouw                   | laatste kwart 17e eeuw         |           | Lange Leidsedwarsstraat 15   | 52° 21' 52" NB, 4° 53' 2" OL  | 3282 | Pand met ingezwenkte halsgeveltje met rollagen                                                                     |
| Pand met incomplete (n.l. ingekorte) halsgevel van het type met het "doorboorde-bloemmotief" en ornament in de afdekking                                       | Woonhuis                 | begin 18e eeuw                 |           | Lange Leidsedwarsstraat 31   | 52° 21' 51" NB, 4° 53' 4" OL  | 3283 | Meer afbeeldingen                                                                                                  |
| Pand met gevel onder rechte lijst waarop een dakkapel | Gebouw                   | tweede helft 19e eeuw          |           | Lange Leidsedwarsstraat 33   | 52° 21' 51" NB, 4° 53' 4" OL  | 3284 | Meer afbeeldingen                                                                                                  |
| Pand met halsgevel met een fakkel in de afdekking | Gebouw                   | ca. 1725                       |           | Lange Leidsedwarsstraat 89   | 52° 21' 48" NB, 4° 53' 9" OL  | 3285 | Pand met halsgevel met een fakkel in de afdekking                                                                  |
| Pand met halsgevel met drie fakkels in de afdekking behoorde oorspronkelijk met nr 91 en 89 tot een groep van drie                                             | Gebouw                   | ca. 1725                       |           | Lange Leidsedwarsstraat 93   | 52° 21' 47" NB, 4° 53' 9" OL  | 3286 | Pand met halsgevel met drie fakkels in de afdekking behoorde oorspronkelijk met nr 91 en 89 tot een groep van drie |
| Pand met gevel onder rechte lijst met consoles | Gebouw                   | ca. 1800                       |           | Lange Leidsedwarsstraat 111  | 52° 21' 47" NB, 4° 53' 10" OL | 3287 | Upload foto |
| Pand met halsgevel met vleugelstukken van bijzondere vorm, een palmet in de afdekking en op de scheiding met nr 131 een gevelsteen waarop een koeiekop         | Gebouw                   | 1726                           |           | Lange Leidsedwarsstraat 129  | 52° 21' 46" NB, 4° 53' 12" OL | 3288 | Upload foto |
| Pand met halsgevel met vleugelstukken van bijzondere vorm, een palmet in de afdekking en op de scheiding met nr 129 een gevelsteen waarop een koeiekop         | Gebouw                   | 1726                           |           | Lange Leidsedwarsstraat 131  | 52° 21' 46" NB, 4° 53' 12" OL | 3289 | Meer afbeeldingen                                                                                                  |
| Pand met gevel onder gesneden lijst met consoles | Gebouw                   | laatste kwart 18e eeuw         |           | Lange Leidsedwarsstraat 133I | 52° 21' 46" NB, 4° 53' 12" OL | 3290 | Meer afbeeldingen                                                                                                  |
| Pand met gevel onder rechte lijst | Gebouw                   | tweede helft 19e eeuw          |           | Lange Leidsedwarsstraat 135A | 52° 21' 45" NB, 4° 53' 12" OL | 3291 | Meer afbeeldingen                                                                                                  |
| Pand met gevel onder rechte lijst | Gebouw                   | 18e/19e eeuw                   |           | Lange Leidsedwarsstraat 137  | 52° 21' 45" NB, 4° 53' 12" OL | 3292 | Meer afbeeldingen                                                                                                  |
| Pand met halsgevel van het 'doorboorde-bloem-type' met een wapenschild in de afdekking                                                                         | Gebouw                   | eerste kwart 18e eeuw          |           | Lange Leidsedwarsstraat 139  | 52° 21' 45" NB, 4° 53' 13" OL | 3293 | Meer afbeeldingen                                                                                                  |
| Pand met gevel onder rechte lijst | Woonhuis                 | derde kwart 19e eeuw           |           | Lange Leidsedwarsstraat 141  | 52° 21' 45" NB, 4° 53' 13" OL | 3294 | Meer afbeeldingen                                                                                                  |
| Pand met gepleisterde gevel onder klossenlijst | Gebouw                   | 19e eeuw of ouder              |           | Lange Leidsedwarsstraat 8    | 52° 21' 56" NB, 4° 52' 56" OL | 3295 | Pand met gepleisterde gevel onder klossenlijst                                                                     |
| Pand met ingezwenkte halsgevel | Gebouw                   | 18e/19e eeuw                   |           | Lange Leidsedwarsstraat 22   | 52° 21' 55" NB, 4° 52' 56" OL | 3296 | Pand met ingezwenkte halsgevel                                                                                     |
| Pand met ingezwenkte halsgevel | Woonhuis                 | derde kwart 18e eeuw           |           | Lange Leidsedwarsstraat 24   | 52° 21' 55" NB, 4° 52' 57" OL | 3297 | Pand met ingezwenkte halsgevel                                                                                     |
| Verdiepingsloos huisje met een latere gevel onder klokvormige top met rollagen                                                                                 | Gebouw                   | waarschijnlijk 17e eeuw (kern) |           | Lange Leidsedwarsstraat 96   | 52° 21' 51" NB, 4° 53' 3" OL  | 3298 | Meer afbeeldingen                                                                                                  |
| Verdiepingsloos huisje met later gevel onder klokvormige top met rollagen                                                                                      | Gebouw                   | waarschijnlijk 17e eeuw (kern) |           | Lange Leidsedwarsstraat 98A  | 52° 21' 51" NB, 4° 53' 3" OL  | 3299 | Meer afbeeldingen                                                                                                  |
| Verdiepingloos huisje met latere gevel onder klokvormige top met rollagen                                                                                      | Gebouw                   | waarschijnlijk 17e eeuw (kern) |           | Lange Leidsedwarsstraat 100A | 52° 21' 50" NB, 4° 53' 4" OL  | 3300 | Meer afbeeldingen                                                                                                  |
| Verdiepingloos huisje met latere gevel onder klokvormige top met rollagen                                                                                      | Gebouw                   | waarschijnlijk 17e eeuw (kern) |           | Lange Leidsedwarsstraat 102A | 52° 21' 50" NB, 4° 53' 4" OL  | 3301 | Meer afbeeldingen                                                                                                  |
| Pand met halsgevel met gedeelde vleugelstukken en druiventrossen in de afdekking                                                                               | Gebouw                   | eerste helft 18e eeuw          |           | Lange Leidsedwarsstraat 144A | 52° 21' 48" NB, 4° 53' 7" OL  | 3302 | Meer afbeeldingen                                                                                                  |
| Verbouwd en van nieuw dak voorzien huis | Gebouw                   | 17e of begin 18e eeuw (kern)   |           | Lange Leidsedwarsstraat 146  | 52° 21' 48" NB, 4° 53' 7" OL  | 3303 | Meer afbeeldingen                                                                                                  |
| Pand met ingezwenkte halsgevel | Gebouw                   | vroeg derde kwart 18e eeuw     |           | Lange Leidsedwarsstraat 148  | 52° 21' 48" NB, 4° 53' 8" OL  | 3304 | Meer afbeeldingen                                                                                                  |
| Pand met ingezwenkte halsgevel | Gebouw                   | vroeg derde kwart 18e eeuw     |           | Lange Leidsedwarsstraat 150  | 52° 21' 48" NB, 4° 53' 8" OL  | 3305 | Meer afbeeldingen                                                                                                  |
| Pand met ingezwenkte halsgevel | Gebouw                   | vroeg derde kwart 18e eeuw     |           | Lange Leidsedwarsstraat 152  | 52° 21' 48" NB, 4° 53' 8" OL  | 3306 | Meer afbeeldingen                                                                                                  |
| Pand met ingezwenkte halsgevel | Woonhuis                 | vroeg derde kwart 18e eeuw     |           | Lange Leidsedwarsstraat 154  | 52° 21' 48" NB, 4° 53' 8" OL  | 3307 | Meer afbeeldingen                                                                                                  |
| Pand met halsgevel van het 'doorboorde-bloem-type' waarin een getoogd trapvenster op de scheiding met nr 178, waarmee dit huis een complex etagewoningen vormt | Gebouw                   | eerste kwart 18e eeuw          |           | Lange Leidsedwarsstraat 176  | 52° 21' 46" NB, 4° 53' 10" OL | 3308 | Meer afbeeldingen                                                                                                  |
| Pand met halsgevel van het 'doorboorde-bloem-type' waarin een getoogd trapvenster op de scheiding met nr 176, waarmee dit huis een complex etagewoningen vormt | Gebouw                   | eerste kwart 18e eeuw          |           | Lange Leidsedwarsstraat 178  | 52° 21' 46" NB, 4° 53' 10" OL | 3309 | Meer afbeeldingen                                                                                                  |
| Huis met gevel onder klokvormige top | Gebouw                   | 17e/19e eeuw                   |           | Lange Leidsedwarsstraat 218  | 52° 21' 44" NB, 4° 53' 12" OL | 3312 | Huis met gevel onder klokvormige top                                                                               |
| Pand met gevel waarvan de hals | Gebouw                   | 18e/19e eeuw                   |           | Lange Leidsedwarsstraat 222  | 52° 21' 44" NB, 4° 53' 13" OL | 3313 | Pand met gevel waarvan de hals                                                                                     |
| Pand met halsgevel, verwant met het 'doorboordebloem-type' | Gebouw                   | 18e/19e eeuw                   |           | Lange Leidsedwarsstraat 222  | 52° 21' 44" NB, 4° 53' 13" OL | 3315 | Pand met halsgevel, verwant met het 'doorboordebloem-type'                                                         |